# Чернышева, Ольга Юрьевна
Ольга Юрьевна Чернышева (1962, Москва) — российская художница, работающая самыми разными медиа: фотография, видео, инсталляции, живопись, графика.

## Биография
Родилась в 1962 году в Москве. В конце 1980-х годов Ольга Чернышева входила в содружество свободных мастерских в Фурманном переулке (мастерская № 70). В 1986 году окончила отделение художников кино и мультипликации Всесоюзного государственного института кинематографии (ВГИК). Дипломный проект представлял собой серию работ, иллюстрирующих повесть В. Шкловского «Повесть о художнике Федотове». В 1989 году Ольга Чернышева стала членом Горкома графиков. В 1996 году закончила Королевскую академию изящных искусств в Амстердаме. Со второй половины 1990-х основным медиа, с которым работает художница, становится фотография. Чернышева, как правило, работает сериями. В 1997 году было создана серия «Лук at this», ставшая хрестоматийной.
Другим медиа, которым Чернышева начинает активно оперировать еще в 1990-е, становится видео. Первая видео-работа «Сурок» относится к 1999 году. Художница не работает с постановочными видео, практически не использует монтаж. Ее съемка может быть описана таким понятием, как «прямое видео» — по аналогии с «прямой фотографией» (direct photo). Живет и работает в Москве.

## Работы находятся в собраниях
- Государственная Третьяковская галерея, Москва
- Государственный Русский музей, Санкт-Петербург
- Московский музей современного искусства
- Государственный Центр современного искусства, Москва
- Коллекция Министерства культуры РФ, Москва
- Duke University Museum of Art, Дархэм, США
- Library of MOMA, Нью-Йорк, США
- Частные коллекции в Австрии, Бельгии, Великобритании, Германии, Италии, Испании, Нидерландах, Франции, Швеции

## Персональные выставки
- 2017 — Cactus Seller and others. DIEHL, Берлин, Германия
- 2016 — Olga Chernysheva: Vague Accent. The Drawing Center, Нью-Йорк, США
- 2015 — Peripheral Vision, GRAD London, Лондон, Великобритания
- 2014 — Domestication. Параллельная программа Манифеста 10, Санкт-Петербург
- 2014 — Olga Chernysheva, Pace Gallery, Лондон, Великобритания
- 2014 — Keeping Sight, Museum van Hedendaagse Kunst, Антверпен, Бельгия
- 2014 — White Lines - On the Ground, Dark Lines - In the Sky, Riga Art Space, Рига, Латвия
- 2013 — Person Protected By Drawing, DIEHL, Берлин, Германия
- 2013 — Compossibilities. Kunsthalle Erfurt, Эрфурт, Германия
- 2011 — Olga Chernysheva. Foxy Production, Нью-Йорк, США
- 2011 — In the Middle of Things. BAK, Утрехт, Нидерланды
- 2011 — Clippings. Galerie Volker Diehl, Берлин, Германия
- 2010 — Olga Chernysheva.Calvert 22, London 2009 Настоящее — прошедшее. Baibakov Art Projects, Москва
- 2007 — Isle of Sparks. Foxy Production gallery, NY. 2006 Sites. Biennale of Sydney, Sydney.
- 2005 — Зона счастья. Stella Art Gallery, Москва. 2005 Emerging Figures. White Space Gallery,  London
- 2005 — Участки. Московский мультимедийный комплекс актуальных искусств, Москва.
- 2004 — Zone of happiness. Heckenhauer Gallery, Berlin 2004 Зона счастья. Государственный Русский музей, Санкт-Петербург.
- 2003 — Ольга Чернышева. Московский Дом фотографии, Москва. 2001 Life/Style. Галерея “Новая коллекция”, Москва.
- 2001 — Second Life. 49-я Венецианская Биеннале, Павильон России, Венеция. 2000 Light is Coming. XL Галерея, Москва.
- 2000 — Die, der, das Fremde. Christine Koenig Gallery, Vienna
- 1999 — Родственные связи. Галерея “Moscow Fine Art”, Москва
- 1998 — Olga Chernysheva. Andrey Khlobystin. Christine Konig & Franziska Lettner Gallery, Vienna
- 1997 — Single Works. Galerie Singel 74, Amsterdam 1996 Больше шоколада. (Со Стивеном Шанабруком), L Галерея. Москва.
- 1995 — «Про-порции». Государственный Русский музей, Санкт-Петербург.
- 1994 — «Anton Olshvang. Olga Chernysheva». Krings-Ernst Gallery, Кёльн, Германия.
- 1993 — «Olga Chernysheva». Krings-Ernst Gallery, Кёльн, Германия.
- 1993 — «Антон Ольшванг. Ольга Чернышева». Музей кино, Москва.
- 1992 — «Ольга Чернышева». Галерея 1.0, Москва.

## Групповые выставки
- 2017 — «По направлению к источнику» Музей современного искусства «Гараж», Москва
- 2016 — Manifesta 11, What People do for Money: Some Joint Ventures, Цюрих, Швейцария
- 2016 — The Travelers, Zacheta National Gallery of Art, Варшава, Польша
- 2015 — 56-я Венецианская биеннале, Венеция, Италия
- 2015 — PROСВЕТ. Крокин галерея. Москва
- 2015 — Музей современного искусства: Департамент труда и занятости. Специальный проект 3 Уральской индустриальной биеннале, Екатеринбург
- 2014-2015 — Музей с предсказаниями. Московский музей современного искусства
- 2013 — Бергенская ассамблея. Биеннале
- 2008 — Московские новости. Муниципальный выставочный центр «Галерея», Ижевск, Россия That Obscure Object of Art. Kunsthistorisches Museum, Вена
- 2007 — Верю! Центр современного искусства «Винзавод», Москва
- 2007 — II Московская биеннале современного искусства. Башня «Федерация», Москва
- 2007 — Мыслящий реализм. Государственная Третьяковская галерея, Москва
- 2006 — The Origin of Species. Museum of Modern Art, Тояма; Hiroshima City Museum of Contemporary Art, Хиросима, Япония
- 2006 — Soleil Noir. Depression und Gesellschaft. Salzburger Kunstverein, Зальцбург, Австрия
- 2005 — Katharina prospekt. Modemuseum, Антверпен, Бельгия
- 2005 — Русский поп-арт. Государственная Третьяковская галерея, Москва
- 2005 — Russia! Solomon R. Guggenheim Museum, Нью-Йорк, США
- 2003 — SFIAE. Сан-Франциско. Стенд Крокин галереи, США
- 2003 — Un Quintet Pour Demain. Галерея Клода Бернара, Париж, Франция
- 2001 — Charlottenborg. Exhibition Hall. Копенгаген. Дания
- 2001 — Арт-Москва. Стенд Крокин галереи. ЦДХ. Москва
- 2001 — Art Chicago. Стенд Крокин галереи. Чикаго. США
- 2001 — FIAC. Стенд Крокин галереи. Париж. Франция
- 2001 — Milano. Europe 2000. Милан. Италия
- 2000 — Remy Zaugg: portrait d'un ami, Jean-Paul Jungo". Musee cantoral des beaux-arts . Лозанна. Швейцария
- 2000 — Art-Paris. Стенд Крокин галереи. Париж. Франция
- 2000 — Личный взгляд. Третьяковская галерея. Москва. Россия
- 2000 — Inversed Perspectives. Edsvikkonstochkultur. Соллентуна. Швеция
- 2000 — В ожидании чуда. В рамках Московской фотобиеннале. ЦДХ. Москва. Россия
- 1999 — Armoury show. Галерея Christine Koenig & Franziska Lettner. Нью-Йорк
- 1999 — "Der kleine Hans". Галерея Christine Koenig & Franziska Lettner. Вена. Австрия
- 1999 — "Aкт 99". Австрия-Москва. Galerie der universitat fur gestaltung. Galerie Maerz. Линц. Австрия; Манеж. Москва. Россия
- 1998 — II Московская международная фотобиеннале. Манеж. Москва. Россия
- 1998 — Democracy show. Gate foundation. Амстердам. Нидерланды
- 1998 — Aufbruch - die neue russische fotografie. Kulturabteilung Bayer. Леверкузен. Германия
- 1997 — Nouveaux mythes nouvelle realite. La Base. Левалуа. Франция
- 1997 — Zonen der verstorung". Styrian Autumn 97. Грац. Австрия
- 1996 — Massig und gefrassig. Mak-Osterreichisches Музей. Вена. Австрия
- 1996 — I Московская фотобиеннале. Кузнецкий мост. Москва. Россия
- 1995 — Kraftemessen. Мюнхен. Германия
- 1995 — Interregnum. Кунстхолл. Нюрнберг. Германия
- 1995 — On beauty. Галерея "Риджина". Москва. Россия
- 1994 — Watt. Witte De Witt. Роттердам. Нидерланды
- 1994 — Репродукция". ГЦСИ. Москва. Россия
- 1994 — Биеннале современного искусства. Музей Современного Искусства. Цетинье. Черногория
- 1993 — "Проспект 93". Франкфурт-на-Майне. Германия
- 1993 — "Kontext Kunst". Styrian Autumn 93. Грац. Австрия
- 1992 — "A Mosca...A Mosca...". Villa Campoleto. Ercolano. Galeria Comunale D'Arte Moderna. Болонья. Италия
- 1991 — Фестиваль московского современного искусства. Хельсинки. Финляндия 1991 "В избах". Дом культуры. Братислава. Словакия
- 1991 — "No Vacio". Santiago De Compostela. Испания
- 1991 — "Weight and Madness". Галерея Fernando Duran. Мадрид. Испания
- 1991 — "Приватные занятия". ГЦСИ / Галерея 1.0. Москва. Россия
- 1989 — "In De USSR En Erbuiten". Stedelijk Museum. Амстердам. Нидерланды
- 1988 — "Фурманный переулок". Москва - Варшава - Москва
- 1988 — "XVII выставка молодых художников". Выст. зал на Кузнецком мосту. Москва. Россия

## Цитаты
- «Трудно вычислить правила, по которым она строит свои работы. Их общность состоит в жесте оживления — но не умерщвления, проглядываемого в любой редукции. Её линия поведения в искусстве — анимация (может быть, когда-нибудь ей придет в голову заняться и этим). Книги обретают пиджаки с рукавичками, фотографируются животные в позах людей, делается выставка в память о грибах, которые стало опасно есть (не осуществлено в силу неактуальности, так как все равно едят), или же выставка «вокруг» анонимных исполнителей художнических работ (пока не осуществлено тоже)»[2] — Екатерина Деготь, 1993.